# Henryk Opieński
Henryk Opieński, né le 13 janvier 1870 à Cracovie et mort le 21 janvier 1942 à Morges, est un compositeur, chef d'orchestre et musicologue polonais.

## Biographie
Henryk Opieński fait ses études au gymnase Sainte-Anne de Cracovie et commence le violon avec  Wincenty Singer au Conservatoire de Cracovie.
Dans les années 1888-92, il étudie la chimie à l'Université technique de Prague et poursuit ses cours de violon sous la direction de Ferdinand Lachner au conservatoire local. De retour en Pologne, de 1892 à 1894, il étudie la composition avec Władysław Żeleński au Conservatoire de Cracovie.
En 1895, il part pour Paris où il poursuit ses études musicales et travaille le violon avec Władysław Górski, la composition avec Ignacy Paderewski et Zygmunt Stojowski. De 1897 à 1898, il séjourne à Berlin où il étudie avec Heinrich Urban et travaille comme violoniste dans l'orchestre de l'Opéra local.
En 1898, il retourne à Paris pour approfondir ses études théoriques avec Vincent d'Indy à la Schola Cantorum. Parallèlement, de 1899 à 1901, il joue dans l'Orchestre d'Édouard Colonne. Il devient proche du poète Marc Legrand
En 1901, il revient en Pologne et jusqu'en 1904 il est violoniste et inspecteur de l'Orchestre philharmonique de Varsovie et dirige le Chœur de l'Orchestre philharmonique. Dans les années 1904-1906, il étudie à Leipzig la direction d'orchestre avec Arthur Nikisch et la musicologie avec Hugo Riemann. En 1906, il fait ses débuts en tant que chef d'orchestre sur la scène d'opéra du Théâtre de la ville de Lwów. De 1908 à 1911, il travaille comme chef d'orchestre dans l'orchestre du Grand Théâtre de Varsovie et comme deuxième chef, avec Grzegorz Fitelberg, de l'Orchestre philharmonique de Varsovie. En 1911, il fonde et édite jusqu'en 1914 le périodique Kwartalnik Muzyczny (Trimestrielle musique). Dans les années 1913-14, il est le directeur musical du théâtre polonais nouvellement ouvert à Varsovie.
En 1914, il soutient sa thèse à l'Université de Leipzig et obtient le grade de docteur pour son ouvrage sur le luthiste Valentin Bakfark. En 1908, il est nommé chef d'orchestre de l'Opéra de Varsovie et en 1911 il fonde le premier périodique polonais de musicologie.
Pendant la Première guerre mondiale, il vit en Suisse de 1914 à 1919 où il organise des concerts, donne des conférences sur la musique polonaise et fonde en 1917 à Lausanne l'ensemble vocal Motet et Madrigal, interprétant des œuvres de compositeurs des XVIe et XVIIe siècles. Avec cet ensemble, il donne des concerts en Suisse, en France, en Autriche, aux Pays-Bas, en République tchèque, en Allemagne et à deux reprises en Pologne.
En 1920, il rentre à nouveau en Pologne où il dirige le Conservatoire de Poznań.
En 1926, il s'établit définitivement à Morges après son mariage avec Lydia Barblan. Il reprend la direction de l'ensemble vocal Motet et Madrigal et donne plus de 200 concerts en Suisse, France, Hollande, Allemagne et Pologne. Dans les années 1932-36, il est président de la Société Vaudoise de Musique à Lausanne.
Opieński écrit deux opéras Jacob le luthiste et Marya, de la musique de chambre, l'oratorio L'enfant prodigue et trois poèmes symphoniques : Lilla Weneda, L'Amour et le destin et Méditation sur un thème cachoube. En collaboration avec Ignacy Paderewski avec lequel il entretient des liens d'amitié, il publie une édition des lettres de Chopin. Il écrit également un ouvrage sur Paderewski : I.J. Paderewski: esquisse de sa vie et de son œuvre.

## Sources
1. ↑  (BNF 43183493).

- « Henryk Opieński », sur la base de données des personnalités vaudoises sur la plateforme « Patrinum » de la Bibliothèque cantonale et universitaire de Lausanne.
- Curtat, Robert: Morges : sept siècles d'histoire vivante 1286-1986, Denges-Lausanne, Verseau-Editions, 1986, p. 160
- Grove Music Online, Henryk Opienski, Copyright © Oxford University Press 2007 — 2012
- Dictionnaire des musiciens suisses, Atlantis Verlag, Zurich, 1964
- Aloys Fornerod: Henrik Opienski, Lausanne, Editions SPES, 1942